# رینگ خونین ۲
رینگ خونین ۲: مبارزه بعدی (به انگلیسی: Bloodsport 2: The Next Kumite) یک فیلم رزمی آمریکایی به تهیه‌کنندگی و کارگردانی آلن مهرز با بازی دنیل برنهارت در اولین تجربه بازیگری‌اش است که به عنوان دنبالهٔ فیلم رینگ خونین (۱۹۸۸) محسوب می‌شود.

## تداوم سری سازی
در سال‌های بعد نیز دو قسمت دیگر تحت عناوین رینگ خونین ۳ (۱۹۹۷) و رینگ خونین ۴ (۱۹۹۹) از این فیلم ساخته و عرضه شد. اما هیچ‌کدام از این قسمت‌ها نتوانستند محبوبیت و موفقیت قسمت نخست این مجموعه فیلم را بدست بیاورند.